# 美丽秋海棠
美丽秋海棠（学名：Begonia algaia）是秋海棠科秋海棠属的植物，是中国的特有植物。分布于中国大陆的江西等地，生长于海拔320米至800米的地区，多生长在河畔、山地灌丛中石壁上、山谷水沟边阴湿处和阴山坡林下，目前尚未由人工引种栽培。

## 别名
裂叶秋海棠、虎爪龙

## 异名
- Begonia calophylla Irmsch.